# داغستان (جیحان)
داغستان (به ترکی استانبولی: Dağıstan) (به کردی: Naşidiye) یک منطقهٔ مسکونی در ترکیه است که در جیحان واقع شده‌است.